# Jardim Botânico de Lourizán
O Jardim Botânico de Lourizán é um arboreto de cerca de 54 hectares localizado no município de Pontevedra, na Galiza, Espanha. Tem mais de 850 espécies catalogadas e uma das maiores colecções em Espanha. É o jardim botânico mais importante da Galiza.

## Localização
O Arboreto de Lourizán está localizado na encosta norte do maciço do Morrazo, no fundo da Ria de Pontevedra, entre Pontevedra e Marín, a cerca de 3 quilómetros do centro de Pontevedra.

## História
As origens da propriedade remontam ao século XV, quando ainda era uma quinta. O arboreto foi criado em 1949 com espécies exóticas e galegas.
No século XIX, a quinta foi adquirida pelo político Eugenio Montero Ríos, que fez do Palácio Lourizán a sua residência de verão e um ponto de encontro para as figuras espanholas mais proeminentes da época.
Em 1943, por ordem do Ministério da Educação Nacional de 25 de fevereiro, foi criada em Pontevedra a propriedade de Lourizán em Pontevedra, doada para o efeito pelo Conselho Provincial de Pontevedra. Ali iniciou-se o estudo das espécies florestais de rápido crescimento, com o objectivo de satisfazer as necessidades espanholas de madeira naqueles anos.
A quinta e o palácio de Lourizán foram o local de prática dos alunos da Escola de Engenheiros Florestais de Madrid até se tornar parte da Junta da Galiza. Este governo autónomo criou nas suas instalações o Centro de Investigação Florestal e Ambiental de Lourizán.

## Descrição
Neste jardim botânico, existem 700 espécies e mais de 1900 árvores de todo o mundo, muitas das quais são de grande porte. Entre elas, um cedro-do-líbano com mais de 130 anos e a metasequoia mais antiga da Península Ibérica e uma das mais altas da Europa, que se encontra em Lourizán desde 1951.
Desde 1993, o Parque das Autonomías está localizado no interior do parque, com quase 50 espécies de flora representativas das diferentes comunidades autónomas de Espanha. Existem também áreas dedicadas à flora de Taiwan e Austrália, bem como Eucaliptetetum e Coniferetum, com mais de 85 e 170 espécies diferentes, respectivamente.
Muitas árvores nativas crescem na propriedade, tais  como carvalhos, castanheiros e bétulas, sicómoros e árvores introduzidas e exóticas, tais como ciprestes, araucárias, cedros, magnólias ou alfeneiros comuns, muitas dss quais foram trazidas por jardineiros franceses. Várias destas árvores estão incluídas no Catálogo de Árvores Singulares do Governo Galego. Há arboretos com todas as variedades de castanheiros, pinheiros, eucaliptos ou camélias, com o espécime mais alto do mundo, uma camélia japonica de 20,5 metros de altura. Há também um rimu da Nova Zelândia e um pequeno jardim taiwanês.
No parque existe também uma importante colecção de Camélias. Acredita-se que antigos exemplares de camélias de Lourizán pertenceram ao estabelecimento hortícola português de José Marques Loureiro no século XIX.
A maior parte do herbário Merino está também localizado no arboreto.

## Atividades do centro de investigação
- Melhoramento genético.
- Introdução de espécies arbóreas.

### Artigos relacionados
- Parque Natural Marismas de Alba
- Ilha das Esculturas
- Alameda de Pontevedra
- Parque das Palmeiras